# Linda Sällström
Pour les articles homonymes, voir Sällström.
Linda Charlotta Sällström, née le 13 juillet 1988 à Kirkkonummi, est une joueuse finlandaise de football féminin.